# Gare de Berrini
Pour les articles homonymes, voir Berrini.
La gare de Berrini est une gare ferroviaire de la ligne 9-Émeraude de ViaMobilidade. Elle est située dans le quartier Cidade Monções, dans le district d'Itaim Bibi, dans la zone ouest de São Paulo.

## Histoire
La gare a été construite et inaugurée par CPTM, lors du projet Dynamisation Ligne Sud, le 14 juin 2000, situé près de l'avenue Engenheiro Luís Carlos Berrini, en l'honneur de l'ingénieur Luís Carlos Berrini, qui a donné son nom à la gare.
Le 20 avril 2021, il a été accordé au consortium ViaMobilidade, composé des sociétés CCR et RUASinvest, avec la concession d'exploiter la ligne pendant trente ans. Le contrat de concession a été signé et le transfert de la ligne a été réalisé le 27 janvier 2022.

## À proximité
- Pont Octávio Frias de Oliveira
- Centro Empresarial Nações Unidas
- Plaza Centenario